# Nicolas Chédeville
Pour les articles homonymes, voir Chédeville.
Nicolas Chédeville, dit Chédeville cadet, né le 20 février 1705 à Serez (Eure) et mort le 6 août 1782 à Paris est un compositeur, hautboïste, joueur de musette et compositeur français.

## Biographie
Né le plus jeune d’une famille de trois frères musiciens qui maîtrisaient en virtuose la musette (forme baroque de la cornemuse) Pierre Chédeville (1694-1725), Esprit Philippe Chédeville (1696-1762). Esprit-Philippe et Nicolas Chédeville se firent connaître comme éditeurs de différents ouvrages, la mort prématurée de Pierre leur conférant respectivement les appellations d'Aîné et de Cadet.
Louis Hotteterre, son oncle et parrain, est facteur d’instruments à vent et joueur de musette et de hautbois à l’orchestre de l’Opéra. Il appartient lui-même à une très fameuse dynastie de musiciens, facteurs d'instruments et interprètes qui sont à l'origine de la grande tradition des bois en France : les frères Chédeville s'y rattachent eux-mêmes par le système des alliances. À la mort de son oncle en 1732, Nicolas prend le poste dans l’orchestre royal de l’Opéra et au sein des Grands Hautbois de l'Écurie,  jusqu’en 1748. Il se marie à l’âge de 70 ans avec la fille de son valet qui auparavant servait le duc d'Orléans. Mauvais gestionnaire, il connaît des difficultés financières, ses dix maisons sont vendues à l’encan, il se sépare de sa femme et, en 1777, il reprend la charge de musicien auprès des Grands Hautbois. Il meurt cinq ans plus tard.
Nicolas Chédeville dit « le Cadet », Hautbois de la Chambre du Roy et Musette ordinaire de l'Académie Royalle de Musique sous Louis XV, ajouta à ses compositions des transcriptions des maitres italiens E.F. Dall Abaco et A. Vivaldi, en substituant à la partie de violon solo son adaptation pour la musette, l'instrument "qui fait tout l'objet de mon travail", ainsi qu'il affirme dans sa préface du Printemps et les Saisons amusantes. Comme pour d'autres de ses œuvres, dont la quasi-totalité sont composées pour la musette, il suggéra de les jouer sur d'autres instruments "de dessus" (vielle à roue, flûte, violon, hautbois), procédé habituel de l'époque pour élargir la clientèle. Apparue au XVIe siècle, la musette acquit au cours des deux siècles suivant, notamment grâce aux Hotteterre et Chédeville, une place de choix dans le monde musical français. Professeur de musette des enfants de Louis XV, Nicolas Chédeville fut considéré comme l’un des chefs de file en son temps.

## Œuvre
« Le joueur de musette le plus célébré de France » dit-on de lui.
Ses compositions sont presque toutes des œuvres de musette (jouables sur d'autres instruments, ainsi qu'il le propose), telles Les Amusements champêtres (1729). D’autres œuvres plus abouties du genre suivront.
En 1737, son cousin Jean-Noël Marchand publie le recueil de sonates Il Pastor Fido, Opus 13, qui comporte des transcriptions de l'œuvre de Vivaldi, mais surtout des compositions de N. Chédeville, sans toutefois mentionner ce dernier, ce qui fera couler beaucoup d'encre deux siècles plus tard… Son intérêt pour la musique italienne le conduit à éditer des arrangements pour la musette de compositeurs italiens, dont Les Saisons amusantes (1739), transcription pour musette de six concertos du célèbre Il cimento dell'armonia e dell'inventione de Vivaldi, dont deux des fameuses Quatre Saisons de l'opus 8 : le Printemps et l'Automne.
Les compositions de Nicolas Chédeville sont le plus souvent d'inspiration légère et divertissante, mais son écriture s'adapte parfaitement à la technique de la musette, que le musicien sait particulièrement mettre en valeur par un jeu virtuose et brillant. On possède un certain nombre de musettes signées de lui, notamment un bel instrument exposé au musée de la Musique à Paris.